# Stella Panella
Stella Panella (Roma, 11 agosto 1993) è un'ex cestista italiana.
Alta 179 cm, giocava come guardia.

## Carriera

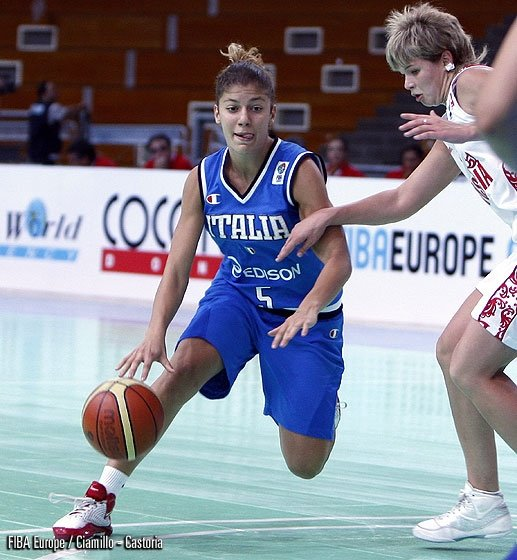
Stella Panella con la maglia dell'Italia

Ha esordito nelle Stelle Marine; ha poi vestito le canotte di Alghero, in cui purtroppo è vittima del primo grave infortunio della sua carriera, vedendo sfumare il sogno Europeo U18 e Mondiale U19. La stagione seguente milita nel Basket Cervia in Serie A2, vincendo la medaglia di bronzo alle finali nazionali U19. Durante l'estate partecipa all'Europeo U20 a Debrecen. Nel 2012 viene ingaggiata dal Taranto Cras Basket in Serie A1. Durante la stagione arriva un altro grave infortunio al ginocchio, ma nonostante ciò, con tenacia e costanza, recupera in tempo per poter partecipare agli europei di categoria U20, con cui vincerà la medaglia d'argento. Risultato storico per la nazionale femminile U20. Nella stagione successiva gioca per l'Azzurra Orvieto, sempre in serie A1.
Con l'Italia under 16 ha disputato il FIBA EuroBasket Under 16 Women 2009.
Con l'Italia under 20 ha disputato il FIBA EuroBasket Under 20 Women 2012.
Con l'Italia under 20 ha disputato il FIBA EuroBasket Under 20 Women 2013.